# Liste des bâtiments historiques de Montréal
Cet article contient la liste des bâtiments historiques de Montréal.

## Liste des bâtiments historiques deMontréal
| Nom à l'origine                                         | Arrondissement                      | Date de construction         |
| Maison Le Ber-Le Moyne                                  | Lachine                             | 1669                         |
| Vieux Séminaire de Saint-Sulpice                        | Ville-Marie                         | 1684                         |
| Fort de la Montagne (tours sud)                         | Ville-Marie                         | 1685                         |
| Maison Saint-Gabriel                                    | Le Sud-Ouest                        | 1698                         |
| Château Ramezay                                         | Ville-Marie                         | 1705                         |
| Église de la Visitation de la Bienheureuse-Vierge-Marie | Ahuntsic-Cartierville               | 1751                         |
| Chapelle Notre-Dame-de-Bon-Secours                      | Ville-Marie                         | 1771 (chapelle actuelle)     |
| Maison du Pressoir                                      | Ahuntsic-Cartierville               | 1806                         |
| Basilique Notre-Dame de Montréal                        | Ville-Marie                         | 1824                         |
| Maison Joseph Dagenais                                  | Ahuntsic-Cartierville               | 1825                         |
| Maison Pierre Persillier dit Lachapelle                 | Ahuntsic-Cartierville               | 1830                         |
| Ancienne-Douane                                         | Ville-Marie                         | 1836                         |
| Église de Saint-Laurent                                 | Saint-Laurent                       | 1837                         |
| McGill College Building                                 | Ville-Marie                         | 1843 (construction initiale) |
| Marché Bonsecours                                       | Ville-Marie                         | 1844                         |
| Église Sainte-Geneviève                                 | L'Île-Bizard–Sainte-Geneviève       | 1844                         |
| Édifice de la Banque de Montréal                        | Ville-Marie                         | 1847 (construction initiale) |
| Basilique Saint-Patrick                                 | Ville-Marie                         | 1847                         |
| Vieux palais de justice de Montréal                     | Ville-Marie                         | 1851                         |
| Église Saint-Pierre-Apôtre                              | Ville-Marie                         | 1853                         |
| Église Notre-Dame-de-Grâce                              | Côte-des-Neiges–Notre-Dame-de-Grâce | 1853                         |
| Édifice Allan                                           | Ville-Marie                         | 1858                         |
| Église Saint-Enfant-Jésus du Mile-End                   | Plateau Mont-Royal                  | 1858                         |
| Cathédrale Christ Church                                | Ville-Marie                         | 1859                         |
| Maison Boucher                                          | Ahuntsic-Cartierville               | 1860                         |
| Église Saint James the Apostle                          | Ville-Marie                         | 1864                         |
| Édifice Banque Molson                                   | Ville-Marie                         | 1864                         |
| Église du Gesù                                          | Ville-Marie                         | 1865                         |
| Édifice Merchant's Bank                                 | Ville-Marie                         | 1870                         |
| Édifice de la Great Scottish Life Insurance             | Ville-Marie                         | 1870                         |
| Église Saint-Georges                                    | Ville-Marie                         | 1870                         |
| Hôtel de Ville de Montréal                              | Ville-Marie                         | 1872 (construction initiale) |
| Édifice des Commissaires                                | Ville-Marie                         | 1874                         |
| Basilique-cathédrale Marie-Reine-du-Monde               | Ville-Marie                         | 1875                         |
| Maison Racine                                           | Ahuntsic-Cartierville               | 1876                         |
| Maison Joseph-Fortin                                    | Ahuntsic-Cartierville               | 1876                         |
| Église Saint John the Evangelist                        | Ville-Marie                         | 1878                         |
| Chapelle Notre-Dame-de-Lourdes de Montréal              | Ville-Marie                         | 1882                         |
| Gare Dalhousie                                          | Ville-Marie                         | 1884                         |
| Gare Windsor                                            | Ville-Marie                         | 1887                         |
| Édifice New York Life                                   | Ville-Marie                         | 1887                         |
| Église du Sacré-Cœur-de-Jésus                           | Ville-Marie                         | 1887                         |
| Église unie Saint-James                                 | Ville-Marie                         | 1889                         |
| Église Erskine and American                             | Ville-Marie                         | 1894                         |
| Gare-Hôtel Viger                                        | Ville-Marie                         | 1896                         |
| Édifice Grand Tronc                                     | Ville-Marie                         | 1899                         |
| Édifice La Presse                                       | Ville-Marie                         | 1899                         |
| Ancien quartier général du service d'incendie           | Ville-Marie                         | 1903                         |
| Annexe de l'Hôtel Windsor                               | Ville-Marie                         | 1906                         |
| Édifice Canadian Express                                | Ville-Marie                         | 1906                         |
| Édifice de la Banque-Canadienne-Impériale-de-Commerce   | Ville-Marie                         | 1907                         |
| Édifice Dominion Express                                | Ville-Marie                         | 1910                         |
| Annexe de l'Hôtel de Ville                              | Ville-Marie                         | 1912                         |
| Édifice des douanes                                     | Ville-Marie                         | 1912                         |
| Édifice Shaughnessy                                     | Ville-Marie                         | 1912                         |
| Édifice Sun Life                                        | Ville-Marie                         | 1918 (inauguration)          |
| Édifice Ernest-Cormier                                  | Ville-Marie                         | 1922                         |
| Gare Union                                              | Ville-Marie                         | 1923                         |
| Édifice de la Banque Royale                             | Ville-Marie                         | 1926 - 1928                  |
| Maison Martlet                                          | Ville-Marie                         | 1928                         |
| Édifice Aldred                                          | Ville-Marie                         | 1929                         |
| Caserne de pompier 10                                   | Ville-Marie                         | 1931                         |
| Oratoire Saint-Joseph du Mont-Royal                     | Ville-Marie                         | 1967                         |